# Zyuden Sentai Kyoryuger
Go-Busters Toqgers
Zyuden Sentai Kyoryuger (獣電戦隊キョウリュウジャー, Jūden Sentai Kyōryūjā) est une série télévisée japonaise du genre sentai, qui fut diffusée à partir du 17 février 2013 sur TV Asahi.

## Synopsis
Il y a bien longtemps, à l'époque des dinosaures, la Terre a été envahie par l'organisation extraterrestre Deboss. Les seules personnes capables de les arrêter étaient des dinosaures qui ont formé une équipe connue sous le nom « Kyoki Ryu no Sha », le peuple des dragons puissants, ou, pour faire court, Kyoryuger. Torin, un dieu qui passait par hasard sur Terre, voit la bataille et décide de renforcer la puissance des Kyoryuger en leur donnant une peau métallique et une énergie électrique, c'est ainsi que ces dinosaures se sont transformés en Zyudenryu et ont vaincu Deboss. Au XXIe siècle, ils reviennent en faisant appel à 5 humains qui utiliseront les pouvoirs des Zyudenchi pour combattre Deboss qui revient sur Terre pour essayer de la conquérir des millions d'années plus tard.

## Personnages

### Kyoryugers
| Acteur/Voix                                              | Personnage                                               | Brave                                                      | Titre                                             | Motif             | Zyudenryu                            |
| -------------------------------------------------------- | -------------------------------------------------------- | ---------------------------------------------------------- | ------------------------------------------------- | ----------------- | ------------------------------------ |
| Ryo Ryusei (竜星 涼, Ryūsei Ryō)                         | Daigo Kiryu (桐生 ダイゴ, Kiryū Daigo)                   | Kyoryu Red (キョウリュウレッド, Kyōryū Reddo)              | le Brave mordant (牙の勇者, Kiba no Yūsha)        | Tyrannosaure      | #1 Gabutyra/#00 Tobaspino/SpinoDaiOh |
| Syuusuke Saito (斉藤 秀翼, Saitō Shūsuke)                | Ian Yorkland (イアン・ヨークランド, Ian Yōkurando)       | Kyoryu Black (キョウリュウブラック, Kyōryū Burakku)        | le Brave flingueur (弾丸の勇者, Dangan no Yūsha)  | Parasaurolophus   | #2 Parasagun                         |
| Yamato Kinjo (金城 大和, Kinjō Yamato)                   | Nobuharu Udo (有働 ノブハル, Udō Nobuharu)               | Kyoryu Blue (キョウリュウブルー, Kyōryū Burū)              | le Brave impénétrable (鎧の勇者, Yoroi no Yūsha)  | Stégosaure        | #3 Stegotchi                         |
| Akihisa Shiono (塩野 瑛久, Shiono Akihisa)               | Soji Rippukan (立風館 ソウジ, Rippūkan Sōji)             | Kyoryu Green (キョウリュウグリーン, Kyōryū Gurīn)          | le Brave trancheur (斬撃の勇者, Zangeki no Yūsha) | Vélociraptor      | #4 Zakutor                           |
| Ayuri Konno (今野 鮎莉, Konno Ayuri)                     | Amy Yuuzuki (アミィ結月, Amī Yūzuki)                     | Kyoryu Pink (キョウリュウピンク, Kyōryū Pinku)             | la Brave perçante (角の勇者, Tsuno no Yūsha)      | Tricératops       | #5 Dricera                           |
| Atsushi Maruyama (丸山 敦史, Maruyama Atsushi)           | Utsusemimaru (空蝉丸, Utsusemimaru)                      | Kyoryu Gold (キョウリュウゴールド, Kyōryū Gōrudo)          | le Brave tonnant (雷鳴の勇者, Raimei no Yūsha)    | Ptéranodon        | #6 Pteragordon                       |
| Robert Baldwin (ロバート·ボールドウィン, Baldwin Robert) | Ramirez (ラミレス, Ramiresu)                             | Kyoryu Cyan (キョウリュウシアン, Kyōryū Shian)             | le Brave de Fer (鋼の勇者, Hagane no Yūsha)       | Ankylosaure       | #7 Ankydon                           |
| Ayumi Kinoshita ()                                       | Yuko Fukui ()                                            | Kyoryu Cyan (キョウリュウシアン, Kyōryū Shian)             | le Brave de Fer (鋼の勇者, Hagane no Yūsha)       | Ankylosaure       | #7 Ankydon                           |
| Masayuki Deai (出合 正幸, Deai Masayuki)                 | Tessai (鉄砕, Tessai)                                    | Kyoryu Grey (キョウリュウグレー, Kyōryū Gurē)              | le Brave violent (激突の勇者, Gekitotsu no Yūsha) | Pachycéphalosaure | #8 Bunpachy                          |
| Masayuki Deai (出合 正幸, Deai Masayuki)                 | Shinya Tsukouchi ()                                      | Kyoryu Grey (キョウリュウグレー, Kyōryū Gurē)              | le Brave violent (激突の勇者, Gekitotsu no Yūsha) | Pachycéphalosaure | #8 Bunpachy                          |
| Shigeru Chiba (千葉 繁, Chiba Shigeru)                   | Doctor Ulshade (ドクター・ウルシェード, Dokutā Urushēdo) | Kyoryu Violet (キョウリュウバイオレット, Kyōryū Baioretto) | le Brave des eaux (海の勇者, Umi no Yūsha)        | Plésiosaure       | #9 Plesoh                            |
| Iitoyo Mari (飯豊 まりえ, Marie Iitoyo)                  | Yayoi Ulshade (弥生・ウルシェード, Yayoi Urushēdo)       | Kyoryu Violet (キョウリュウバイオレット, Kyōryū Baioretto) | le Brave des eaux (海の勇者, Umi no Yūsha)        | Plésiosaure       | #9 Plesoh                            |
| Toshiyuki Morikawa (森川 智之, Morikawa Toshiyuki)       | Torin, le dieu sage (賢神トリン, Kenjin Torin)           | Kyoryu Silver (キョウリュウシルバー, Kyōryū Shirubā)       | le Brave rayonnant (閃光の勇者, Senkō no Yūsha)   | Brachiosaure      | #10 Bragigas                         |
| Shinji Yamashita ()                                      | Dantetsu Kiryu ()                                        | Kyoryu Silver (キョウリュウシルバー, Kyōryū Shirubā)       | le Brave rayonnant (閃光の勇者, Senkō no Yūsha)   | Brachiosaure      | #10 Bragigas                         |

L'appel nominal se conclut par « Les braves les plus forts du monde ! » (「史上最強のブレイブ！」, « Shijō Saikyō no Bureibu! »), suivi de « Zyuden Sentai Kyoryugers ! » (「獣電戦隊キョウリュウジャー！」, « Jūden Sentai Kyōryūjā! »)

#### Daigo Kiryu
Daigo est un jeune voyageur de 20 ans qui a visité les quatre coins du monde. Lors d’un de ses périples, il rencontre Torin et le Zyudenryu Gabutyra avec lesquels il s'allie contre les premières forces d'invasion de l'armée Deboss. C'est lors d'une autre bataille qu'il arrive à convaincre de sa bravoure, faisant de lui Kyoryu Red, un combattant aux compétences équilibrées. Sa personnalité attachante lui permet de se faire des amis rapidement. Sa phrase fétiche est "Ça va devenir sauvage!!!"(traduction introuvable).

#### Ian Yorkland
Ian est un playboy de 23 ans qui ne rate jamais une occasion de rigoler ou de séduire une femme. Néanmoins, malgré sa facilité à rire, il cache un sombre passé derrière lui. Originaire d’Europe, il a vaincu le Zyudenryu Parasagun prêt d’un lac, faisant de lui Kyoryu Black, un guerrier dont l’habileté au pistolet est redoutable.

#### Nobuharu Udo
Cet homme de 32 ans vit avec sa belle-sœur mère célibataire Yuko et sa nièce Rika. Il se débrouille comme il peut pour subvenir aux besoins de sa famille. Malgré ça il garde toujours une attitude très positive. C’est lors d’un voyage sur la banquise qu’il rencontre et vaincu le Zyudenryu Stegotchi, lui assurant les pouvoirs de Kyoryu Blue.

#### Soji Rippukan
Soji est un lycéen de 16 ans qui fait partie du Clan Rippukan, une famille pratiquant l’art de l’épée depuis l’époque Sengoku. Bien qu’il respecte son héritage, il n’est pas certain de ce qu’il voudrait faire dans la vie. C’est pendant une promenade dans une forêt de bambous qu’il rencontre et bat le Zyudenryu Zakutor, faisant de lui Kyoryu Green=.

#### Amy Yuzuki
Amy est une étudiante de 18 ans originaire d’Amérique, où elle a vaincu le Zyudenryu Dricera, faisant d’elle Kyoryu Pink. Elle est originaire d’une famille riche qui prend soin d’elle pendant qu’elle fait ses études au Japon. Elle a un majordome appelé « Gentle ».Elle est aussi fan de "Love Touch"(d'ailleurs écrit par Shinya).

#### Utsusemimaru
Utsusemimaru est un samouraï qui vient de l'Époque Sengoku ; c'est à cette époque qu'il est devenu Kyoryu Gold. À cause de la colère qui l'envahissait face à la mort de ses camarades causés par Deboss, Utsusemimaru s'est fait absorber par Dogold pour que le moment venu, Deboss utilise un Zyudenryu ; il a été prisonnier dans le corps de Dogold pendant 400 ans. Grâce aux Kyoryugers, il s'est libéré et les rejoint.

### Kyoryuger: 100 ans plus tard
100 ans plus tard, les descendants des Kyoryuger utilise le pouvoir de leurs ancêtres pour protéger le monde d'une nouvelle menace de Deboss, avec Canderrilla (qui remplace Torin) et Luckyulo à leur tête.
| Acteur           | Personnage      | Brave        | Titre              | Motif             | Zyudenryu                |
| ---------------- | --------------- | ------------ | ------------------ | ----------------- | ------------------------ |
| Ryo Ryusei       | Dai Kiryu       | KyoryuNavy   | ?                  | Spinosaure        | #00 Tobaspino/SpinoDaiOh |
| Yamato Kinjo     | Nobuta Fukui    | KyoryuBlue   | Le Brave en armure | Stégosaure        | #3 Stegotchi             |
| Ayuri Konno      | Amy Kiryu       | KyoryuCyan   | La Brave de fer    | Ankylosaure       | #7 Ankydon               |
| Akihisa Shiono   | Sojiro Rippukan | KyoryuGrey   | Le Brave violent   | Pachycéphalosaure | #8 Bunpachy              |
| Atsushi Maruyama | Uppie           | KyoryuViolet | Le Brave des eaux  | Plésiosaure       | #9 Pleson/Plesoh         |
| Syuusuke Saito   | Icchan Yorkland | KyoryuSilver | Le Brave rayonnant | Brachiosaure      | #10 Bragigas             |

### Alliés

#### Torin
Un dieu à l'aspect d'oiseau. Lorsque Devoss a attaqué il y a des millénaires, Torin transforme plusieurs dinosaures en Zyudenryu pour vaincre les envahisseurs étrangers. Aujourd'hui, avec le retour de l'armée Devoss qui veut ressusciter leur chef pour conquérir la Terre, Torin recrute cinq humains sachant se battre pour utiliser les pouvoirs des Zyudenryu et faire revivre les Kyoryuger. Il est le mentor des Kyoryuger.

#### Ramirez
Le rôle de Ramirez est tenu par l'acteur Robert Baldwin. Ramirez est un chevalier du Moyen Âge, c'est à cette époque qu'il est devenu KyoryuCyan, le Hagane no Yūsha, Le Brave de Fer. À son époque, Ramirez s'est fait tuer par Debo Viruson, mais son esprit reviendra dans le présent pour aider les Kyoryuger actuel, il est donc devenu un Spirit Ranger (il ne pourra se transformer que quand il aura repris contrôle de Ankydon, manipulé par Debo Viruson dans le présent). Après avoir sauvé Ankydon, Ramirez le confit à Amy et part à la recherche des autres Spirits Rangers. Il réapparaît une première fois dans l'épisode 10 où il est appelé par Amy pour aider Utsusemimaru à reprendre ses esprits. À la fin de la série, Yuko(rappelons le, belle sœur de Nobuharu) le remplacera. 

#### Tessai
Il est le brave violent, Kyoryu Grey . Comme Ramirez, Tessai est un spirit ranger . Tessai a plus de 1500 ans et il a été le premier à se transformer avec sa zyudenchi . Il a la particularité d'avoir le crâne très dur .  Au début, il veut mettre à l'épreuve les cinq Kyoryuger afin de renforcer leur bravoure . Son partenaire est Bunpachy qui repose sous les cascades de la Chine.  Avec que les 5 Kyoryuger ont tous reussi son test . Il leur confie Bunpachy comme l'a fait Ramirez . Tessai partira avec Ramirez à la recherche des autres gardiens . Plus tard dans la série, Tessai découvre qu'il a un descendant qui est un célèbre mangaka . Après que ce dernier aura prouver sa bravoure à Tessai, il le choisira pour être le nouveau Kyoryu Grey dans la bataille finale face à Deboth

#### Doctor Ulshade
Il est le neuvième Kyoryuger, KyoryuViolet.  Mais comparé à Ramirez et Tessai, il est vivant. Il est également le créateur des gabu revolver, c'est sa propre voix qui est intégré dans ces derniers.  Malheureusement son âge avancé va l'empêcher de continuer à combattre, c'est sa petite fille qui finira par devenir la nouvelle KyoryuViolet

### Armée Deboth
Les méchants de cette saison forment l'armée Deboth (デーボス軍, Dēbosu Gun). Les généraux sont représentatifs des trois visages de Bouddha : colère, tristesse et joie.
- Chaos, le prêtre aux cents visages (百面神官 カオス, Hyakumen Shinkan Kaosu?) : C'est lui qui dirige l'armée en attendant le réveil de son maître. Il est l'incarnation des trois visages.
- Dogold, le chevalier de la colère (怒りの戦騎 ドゴルド, Ikari no Senki Dogorudo?) : Incarnation de la colère, Dogold est un puissant manieur d'épée. Ses pouvoirs sont si puissants qu'il arrive à maîtriser les éclairs. Chacun de ses subalternes n'a qu'une seule mission, rendre les gens furieux, voire fous de rage. Dans Le Magicien d'Oz, il serait le lion peureux. Sa phrase fétiche est : « Ça me fous en rogne ! » (「腹立たしい！」, « Haradatashī ! »?).
- Aigallon, le chevalier de la tristesse (哀しみの戦騎 アイガロン, Kanashimi no Senki Aigaron?) : Incarnation de la tristesse, Aigallon aime voir les gens pleurer, voire désespérés. Ses subalternes ont pour mission de faire en sorte que chagrin et désolation soit au rendez-vous. Dans Le Magicien d'Oz, il serait le bûcheron en fer blanc. Sa phrase fétiche est : « Ça me rend triste ! » (「沁みるわぁ！」, « Shimiru wā! »?). Il meurt tué par son remplaçant et terminé par le Deinosgrander de Ian.
- Canderrilla, le chevalier de la joie (喜びの戦騎 キャンデリラ, Yorokobi no Senki Kyanderira?) : Incarnation du bonheur et de l'amour, Canderrilla ne souhaite qu'une chose : rendre les gens heureux. Par contre, elle est très malchanceuse. Sa première tentative, un monstre pâtissier, a causé plus de tristesse que de bonheur. Les gâteaux étaient sucrés, mais à cause de Debo Viruson, donnaient des caries. Dans Le Magicien d'Oz, elle serait Dorothée. Sa phrase fétiche est : « Keep smiling! » (「キープスマイリングよ！」, « Kīpu sumairingu yo! »?).
- Luckyulo, l'espion du sourire (楽しみの密偵 ラッキューロ, Tanoshimi no Mittei Rakkyūro?) : Luckyulo est lui aussi une incarnation du bonheur. Il est le partenaire de Canderrilla ainsi que celui qui fait grandir les monstres. Il utilise alors une mixture, qu'il porte dans une besace, dont il asperge les restes de ses alliées. Dans Le Magicien d'Oz, il serait l'épouvantail. Sa phrase fétiche est : « Sukusuku Joylo ! » (「スクスクジョイロ！」, « Sukusuku Joiro! »?).

- Les Zorimas (ゾーリ魔, Zōrima?) sont les fantassins de l'armée.
- Les Debo Monsters (デーボモンスター, Dēbo Monsutā?) sont les monstres envoyés par l'armée.

#### Ferocious Knight D (Deathryuger)
Ferocious Knight D est l'incarnation de la Fureur. Ce général de Deboth utilise le pouvoir des Kyoryugers, grâce à Tobaspino, pour devenir Deathryuger. Son motif est le Spinosaure. Il est le méchant principal du film Gaburincho of Music et réapparaît dans l'épisode 39.
Mamoru Miyano lui prête sa voix en version originale.

## Arsenal

### Équipement
- Zyudenchi : C'est une pile électrique contenant l'énergie générés par les Zyudenryu, les dinosaures qui confèrent leur force aux humains. Chaque Zyudenchi est d'un type particulier. Les 10 premières sont les principales Zyudenchi des Kyoryuger . Les zyudenchi de 11 à 23 sont des zyudenchi de gardiens ont capacités speciales . D’autres zyudenchi seront créées pour renforcer leur puissance.

- Gaburevolver, un pistolet qui leur permet en outre de se transformer en insérant un Zyudenchi, en y faisant tourner le barillet et en exécutant quelques pas de samba. Il est possible de faire une attaque plus puissante en y insérant deux Zyudenchi, permettant souvent d'achever un monstre plus puissant. Finalement, en y insérant un Zyudenchi et en faisant glisser le barillet le long du bras, il peut invoquer l'arme personnelle du Kyoryuger.

- Gaburicalibur, une épée pour les attaques au contact, qui peut utiliser l'énergie d'un Zyudenchi.

- Gaburucannon, un pistolet de grosse taille formé de la combinaison du Gaburevolver et du Gaburicalibur, rétracté.

- Mobuckle, une boucle de ceinture en forme de smartphone, dans laquelle se trouve un compartiment pouvant abriter trois Zyudenchi. Chaque Kyoryuger doit donc utiliser ces Zyudenchi avec parcimonie.

## Épisodes
Dans Kyoryuger, les épisodes sont désignés en tant que « Brave » (「ブレイブ」, « Bureibu »). Le générique d'ouverture commence toujours par la phrase : « Dinosaures + humains. Après des millions d'années, de jeunes gens se rassemblent pour former l'équipe la plus forte que la Terre ait connue ! Écoutez-les rugir ! » (「！！」, « ! ! »).
- Brave 1 : Il est là ! Le King rouge (でたァーッ！まっかなキング, Detā! Makka na Kingu?)
- Brave 2 : Gaburincho ! Fusion claquante (ガブリンチョ！カミツキがったい, Gaburincho! Kamitsuki Gattai?)
- Brave 3 :  Déchaînement ! Le brave coup de sabre (あれるぜ！ざんげきのブレイブ, Areru ze! Zangeki no Bureibu?)
- Brave 4 : Frappe ! Le Gaburevolver du courage (うちぬけ！ゆうきのガブリボルバー, Uchinuke! Yūki no Gaburiborubā?)
- Brave 5 : Dogon ! Les caries d'Ankydon (ドゴォーン！ムシバのアンキドン, Dogōn! Mushiba no Ankidon?)
- Brave 6 : Arrêt ! Canderrilla chante (ストップ！うたうキャンデリラ, Sutoppu! Utau Kyanderira?)
- Brave 7 :  Colère ! La grande crise de Daigo (いかれ！ダイゴのだいピンチ, Ikare! Daigo no Dai Pinchi?)
- Brave 8 :  Où sommes-nous ? Échappons-nous du labyrinthe (ココドコ？めいろをぶっとばせ, Kokodoko? Meiro o Buttobase?)
- Brave 9 :  Trop fort ! Pteraiden-Oh (メチャつよ！プテライデンオー, Mecha Tsuyo! Puteraiden-Ō?)
- Brave 10 : Zandar ! La résurrection de Gold (ザンダーッ！ゴールドふっかつ, Zandā! Gōrudo Fukkatsu?)
- Brave 11 : Utchi ! Cool, en effet (ウッチー！クールでござる, Utchī! Kūru de Gozaru?)
- Brave 12 : Bottage de fesses ! Moi et King (ブットバッソ！せっしゃとキングどの, Buttobasso! Sessha to Kingu-dono?)
- Brave 13 : Jakirin ! Défendre le cœur (ジャキリーン！ハートをまもりぬけ, Jakirīn! Hāto o Mamorinuke?)
- Brave 14 : Attention ! Spirit Base (あぶなァーい！スピリットベース, Abunaāi! Supiritto Bēsu?)
- Brave 15 : Ça me fout en rogne ! L'ambition de Dogold (はらだたしいぜッ！ドゴルドのやぼう, Haradatashī ze! Dogorudo no Yabō?)
- Brave 16 : Creusons, creusons ! Mon trésor (モグモグーン！おれのたからもの, Mogumogūn! Ore no Takaramono?)
- Brave 17 : Il est élégant ! Kyoryu Grey (ガチだぜ！キョウリュウグレー, Gachi da ze! Kyōryū Gurē?)
- Brave 18 : Épuisé ! La technique secrète de kung fu (つかんだッ！カンフーひっさつけん, Tsukanda! Kanfū Hissatsuken?)
- Brave 19 : C'est trop mignon ! La famille fugueuse (キャワイーン！うばわれたファミリー, Kyawaīn! Ubawareta Famirī?)
- Brave 20 : Malchanceux ! Fortune au Tanabata (アンラッキュー！タナバタのタナボタ, Anrakkyū! Tanabata no Tanabota?)
- Brave 21 : Zoom ! Le retour de Pleson (ズオーン！かえってきたプレズオン, Zuōn! Kaettekita Purezuon?)
- Brave 22 : C'est pas possible ! Deboth renaît (ま・さ・か！デーボスふっかつ, Ma-sa-ka! Dēbosu Fukkatsu?)
- Brave 23 :  Debout ! Bakuretsu Kyoryuzin (たてッ！バクレツキョウリュウジン, Tate! Bakuretsu Kyōryūjin?)
- Brave 24 :  Bouillant ! Les sept Kyoryugers (もえろ！７にんのキョウリュウジャー, Moero! Shichinin no Kyōryūjā?)
- Brave 25 : De quoi ? Le diable de l'armée Deboth (ナニコレ！デーボスぐんのあくむ, Nani Kore! Dēbosu Gun no Akumu?)
- Brave 26 : Surprise ! Gabutyra humain (ビックリ！ガブティラにんげん, Bikkuri! Gabutira Ningen?)
- Brave 27 : Oh Matsurincho ! La super-évolution de Red (オ・マツリンチョ！レッドちょうしんか, O Matsurincho! Reddo Chōshinka?)
- Brave 28 : Ô Torin ! La rancœur d'il y a cent millions d'années (ああトリン！１おくねんのうらみ, Aa Torin! Ichi-oku-nen no Urami?)
- Brave 29 : Grand combat ! La danse du Carnival (だいげきとつ！おどれカーニバル, Daigekitotsu! Odore Kānibaru?)
- Brave 30 : Retrouvez-les ! Les fragments des gardiens (てにいれろ！ガーディアンズのかけら, Te ni Irero! Gādianzu no Kakera?)
- Brave 31 : Vacances ! Les vacances éternelles (バーカンス！えいえんのホリデー, Bākansu! Eien no Horidē?)
- Brave 32 : Victoire ! Challenges sportifs (ビクトリー！スポーツしょうぶだ, Bikutorī! Supōtsu Shōbu da?)
- Brave 33 : Maximum ! Je protégerai la lady (マキシマム！レディはおれがまもる, Makishimamu! Redi wa Ore ga Mamoru?)
- Brave 34 : Résurrection ! L'apparition de Bragigas (ふっかつ！ブラギガスしゅつげん, Fukkatsu! Buragigasu Shutsugen?)
- Brave 35 : Trop génial ! Gigant Kyoryuzin (チョーすげえッ！ギガントキョウリュウジン, Chō Sugee! Giganto Kyōryūjin?)
- Brave 36 : Giga Gaburincho ! Le miracle argenté (ギガガブリンチョ！きせきのシルバー, Giga Gaburincho! Kiseki no Shirubā?)
- Brave 37 : Vengeance ! Le groupe de fantômes de Deboth (リベンジ！ゆうれいデーボスぐん, Ribenji! Yūrei Dēbosu Gun?)
- Brave 38 : Love Touch ! Trop belle Zorima (らぶタッチ！うつくしすぎるゾーリま, Rabu Tatchi! Utsukushisugiru Zōrima?)
- Brave 39 : Construction ! Le Kyoryu Power des dix (せいぞろい！１０だいキョウリュウパワー, Seizoroi! Jū-dai Kyōryū Pawā?)
- Brave 40 : Good et cool ! C'est dur d'être vieux (グッとくーる！オッサンはつらいよ, Gutto Kūru! Ossan wa Tsurai yo?)
- Brave 41 : Yanasanta ! La guerre mondiale Deboth (ヤナサンタ！デーボスせかいけっせん, Yanasanta! Dēbosu Sekai Kessen?)
- Brave 42 : Magnifique ! La justice de Noël ! (ワンダホー！せいぎのクリスマス, Wandahō! Seigi no Kurisumasu?)
- Brave 43 : La lame de l'âme ! Hurle, Strizer (たましいのつるぎ！うなれストレイザー, Tamashī no Tsurugi! Unare Sutoreizā?)
- Brave 44 : Chaos ricane ! Le compte à rebours de la destruction (わらうカオス！はめつのカウントダウン, Warau Kaosu! Hametsu no Kauntodaun?)
- Brave 45 : C'est pas vrai papa ! La fin de Silver (うそだろオヤジ！シルバーのさいご, Uso Daro Oyaji! Shirubā no Saigo?)
- Brave 46 : Grand carnage ! La frappe des larmes et de l'amour (だいけっとう！アイとなみだのいちげき, Daikettō! Ai to Namida no Ichigeki?)
- Brave 47 : La super contre-attaque ! Brave du dernier momen (だいはんげき！さいだいさいごのブレイブ, Daihangeki! Saidai Saigo no Bureibu?)
- Brave 48 : Grosse explosion ! Au revoir, Kyoryugers (だいばくはつ！さよならキョウリュウジャー, Daibakuhatsu! Sayonara Kyōryūjā?)

## Produits dérivés

### Films
- Kamen Rider X Super Sentai X Uchuu Keiji : Super Hero Taisen Z (仮面ライダーｘスーパー戦隊ｘ宇宙刑事 スーパーヒーロー大戦Ｚ, Kamen Raidā × Sūpā Sentai × Uchū Keiji: Supā Hīrō Taisen Zetto?) : L'histoire de ce film se déroule entre les épisodes 10 et 11. Les Kyoryugers aident X-Or Type-G et Kamen Rider Wizard, mais aussi les Go-Busters, Kamen Rider Fourze, X-Or, ainsi que tous les Kamen Riders, Super sentai, shérifs de l'espace et autres Metal Heroes, à vaincre Space Shocker, une organisation qui utilise la magie de l'espace.
- Zyuden Sentai Kyoryuger : Gaburincho of Music (劇場版 獣電戦隊キョウリュウジャー, Gekijōban Jūden Sentai Kyōryūjā: Gaburincho Obu Myūjikku?) : L'histoire de ce film se déroule entre les épisodes 24 et 25. Les Kyoryugers sauvent Mikoto Amano, une chanteuse surnommée Meeko, d'une horde de Zorima qui ont envahi sa salle de concert. Il s'avère que Daigo la rencontré une fois en France. Cependant, l'ancien guerrier, Deathryuger, alias D, apparaît et kidnappe Meeko. Son but est d'utiliser le Zyudenchi secret numéro 00, pour prendre le contrôle du mystérieux Tobaspino. Les Kyoryuger vont poursuivre D pour secourir Meeko et l'empêcher de prendre le contrôle du Zyudenryu légendaire.
- Zyuden Sentai Kyoryuger VS Go-Busters : La Grande Bataille des dinosaures ! Adieu, éternels amis (獣電戦隊キョウリュウジャーＶＳゴーバスターズ　恐竜大決戦！さらば永遠の友よ, Jūden Sentai Kyōryūjā tai Gōbasutāzu: Kyōryū Daikessen! Saraba Eien no Tomo yo?) : L'histoire de ce film se déroule entre les épisodes 44 et 45. Tyranno Ranger et Aba Red avertissent les Kyoryugers de l'arrivée d'un nouvel ennemi. Il s'agit du Dieu de la guerre de l'espace, Bordos. Il compte se servir du sentiment de vengeance d'ancien ennemis des Super sentai pour les attaquer. C'est ainsi qu'il ramène Neo-Griffozer et Neo-Geilton, mais aussi Enter et Escape, à la vie.  Lors de leurs combat contre cet ennemie, ils rencontrent les Go-Busters. "Le plus grand piège jamais vu sur Terre" est alors en route. Les Kyoryugers vont devoir utiliser le « Véritable Brave » pour s'en sortir. Ce film comportera une scène où les Kyoryuger se battront aux côtés des Zyu Rangers et des Aba Rangerq, mais aussi de la première apparition des Toqgers.
- Heisei Riders VS Shōwa Riders: Kamen Rider Taisen feat. Super Sentai (平成ライダー対昭和ライダー 仮面ライダー大戦 ｆｅａｔ．スーパー戦隊, Heisei Raidā Tai Shōwa Raidā Kamen Raidā Taisen Fīcharingu Sūpā Sentai?) : KyoryuRed participe à la guerre des Kamen Rider avec les Ressha Sentai Toqger . Dans ce film, Gabutyra se transforme en Kyoryuger Ressha et se combinera avec le Toq-Oh et le DenLiner pour devenir le Toq-Oh Kyoryuzin feat DenLiner.
- Kyoryuger, l'escadron des bêtes électriques revient : 100 ans plus tard (帰ってきた獣電戦隊キョウリュウジャ, Kaettekita Jūden Sentai Kyōryūjā: Handoreddo Iyāzu Afutā?) : L'histoire de ce film se déroule entre les épisodes 42 et 43.
- Tokumei Sentai Go-Busters VS Kaizoku Sentai Gokaiger: The Movie (特命戦隊ゴーバスターズＶＳ海賊戦隊ゴーカイジャー ＴＨＥ ＭＯＶＩＥ, Tokumei Sentai Gōbasutāzu Tai Kaizoku Sentai Gōkaijā Za Mūbī?) : Les Kyoryugers font une brève apparition dans le film. Pour aider Red Buster et Gokai Red, Kyoryu Red s'est attaqué aux soldats qui leur faisaient obstacle, plus tard, les autres membres de son équipe le rejoignent.

### Jeu vidéo
Un jeu vidéo, Zyuden Sentai Kyoryuger: Game de Gaburincho!! est sorti sur Nintendo 3DS en 2013. Il s'agit d'un beat them all édité par Bandai Namco Games.

## Divers
- C'est la 4e saison à ne pas avoir de Senshi jaune, après JAKQ, Battle Fever J et Dengeki Sentai Changeman.
- C'est la troisième saison qui s'inspire des dinosaures, après Kyōryū Sentai Zyuranger et Bakuryū Sentai Abaranger. Chaque saison sont séparées de presque 10 ans.
- Les premières syllabes des prénoms des héros forment le mot DAINOSOA, homophonie de « dinosaur » (dinosaure en anglais). Les premières syllabes des noms de famille forment KYORYUU (dinosaure en japonais).
- Le nombre total des 10 grands Zyudenryu correspond au système solaire (Gabutyra, Parasagun, Stegotchi, Zakutor, Dricera, Pteragordon, Ankydon, Bunpachy, Pleson, Bragigas) et aux provinces et territoires du Canada (Gabutyra, Parasagun, Stegotchi, Zakutor, Dricera, Pteragordon, Ankydon, Bunpachy, Pleson, Bragigas) y compris Tobaspino.
- Le nombre total de 24 Zyudenchi correspond au système horaire sur 24 heures.
- Avec une note moyenne de 3,9 %, Kyoryuger a les pires chiffres d'audience de l'histoire de la franchise de super sentai[2].
- En 2015, Kyoryuger a été adapté aux États-Unis sous le nom de Power Rangers : Dino Charge. Au total, 40 épisodes sont prévus.